# Djamila Ribeiro
Djamila Taís Ribeiro dos Santos (Santos, 1 d'agost de 1980) és una filòsofa, feminista i acadèmica brasilera. És investigadora i professora de Filosofia Política a la Universitat Federal de São Paulo (Unifesp). Es va fer coneguda al Brasil pel seu activisme a Internet.

## Biografia
Ribeiro es va iniciar en la militància política a una edat primerenca. Una de les grans influències va ser el seu pare, estibador i militant comunista, un home culte malgrat la manca de formació acadèmica. El nom de Djamila, d'origen africà, el va escollir ell. Als 18 anys es va vincular amb a la Casa de Cultura de la Dona Negra, una organització no governamental de la seva ciutat natal, i va començar a estudiar qüestions relacionades amb gènere i raça.
Graduada en Filosofia per la Unifesp l'any 2012, es va convertir en professora de Filosofia Política de la mateixa universitat el 2015, especialitzada en teoria feminista. L'any 2005 havia interromput el Grau de Periodisme. Les seves principals actuacions són sobre relacions racials i de gènere i feminisme. És columnista online de CartaCapital, Blogueiras Negras i Revista Azmina, perquè creu que és important apropiar-se d'Internet com una eina de militància de les dones negres, ja que, segons afirma, els "mitjans hegemònics" acostumen a invisibilitzar-les.
El maig de 2016 va ser nomenada secretària-adjunta de Drets Humans i Ciutadania de la ciutat de São Paulo durant la l'alcaldia de Fernando Haddad.
Va escriure el prefaci del llibre Women, Race and Class, de la filòsofa negra i feminista Angela Davis, en la seva edició brasilera publicada el setembre de 2015. Ribeiro participa habitualment en esdeveniments, documentals i altres accions que impliquin debats de raça i gènere.

## Obres
- O que é lugar de fala? (2017) ISBN 978-85-9530-040-8[10]
- Quem tem medo do feminismo negro? (2018) ISBN 978-85-359-3113-6
- Pequeno manual antirracista (2019) (A Short Anti-racist Handbook) ISBN 978-85-359-3287-4[11][12]
- Lugar de Fala (2019) ISBN 978-85-98349-68-8